# Llista de ministres d'Indústria d'Espanya
Aquesta és la llista de ministres d'Indústria d'Espanya des de 1900 fins a l'actualitat.
| Període                                                  | Inici        | Fi                                                | Nom          | Partit | Imatge |
| -------------------------------------------------------- | ------------ | ------------------------------------------------- | ------------ | ------ | ------ |
| Regència de Maria Cristina d'Habsburg-Lorena (1885-1902) |              |                                                   |              |        |        |
| 4/1900                                                   | 10/1900      | Rafael Gasset Chinchilla (14)                     |              |        |        |
| 10/1900                                                  | 06/1901      | Joaquín Sánchez de Toca Calvo (14)                |              |        |        |
| 06/1901                                                  | 03/1902      | Miguel Villanueva (14)                            |              |        |        |
| Regnat de Alfons XIII (1902-1931)                        |              |                                                   |              |        |        |
| 03/1902                                                  | 05/1902      | José Canalejas y Méndez (14)                      |              |        |        |
| 05/1902                                                  | 11/1902      | Félix Suárez Inclán (14)                          |              |        |        |
| 11/1902                                                  | 12/1902      | Amós Salvador Rodrigáñez (14)                     |              |        |        |
| 12/1902                                                  | 07/1903      | Francisco Javier González de Castejón y Elío (14) |              |        |        |
| 07/1903                                                  | 12/1903      | Rafael Gasset Chinchilla (14)                     |              |        |        |
| 12/1903                                                  | 12/1904      | Manuel Allendesalazar y Muñoz de Salazar (14)     |              |        |        |
| 12/1904                                                  | 12/1904      | Juan Armada y Losada (14)                         |              |        |        |
| 12/1904                                                  | 01/1905      | José de Cárdenas y Uriarte (14)                   |              |        |        |
| 01/1905                                                  | 10/1905      | Alvaro Figueroa y Torres (14)                     |              |        |        |
| 09/1918                                                  | 12/1918      | Joan Ventosa i Calvell (15)                       |              |        |        |
| 12/1918                                                  | 02/1919      | Baldomero Argente (15)                            |              |        |        |
| 02/1919                                                  | 04/1919      | Leonardo Rodríguez Díaz (15)                      |              |        |        |
| 04/1919                                                  | 07/1919      | José Maestre Pérez (15)                           |              |        |        |
| 07/1919                                                  | 09/1919      | Carlos Cañal (15)                                 |              |        |        |
| 09/1919                                                  | 12/1919      | Fernando de Sartorius y Chacón (15)               |              |        |        |
| 12/1919                                                  | 05/1920      | Francisco Terán Morales (15)                      |              |        |        |
| 3/ 1922                                                  | 12/1922      | Abilio Calderón Rojo (16)                         |              |        |        |
| 12/1922                                                  | 09/1923      | Joaquín Chapaprieta Torregrosa (16)               |              |        |        |
| Dictadura de Miguel Primo de Rivera                      |              |                                                   |              |        |        |
| 09/1923                                                  | 12/1923      | Alejandro García Martín (16)                      |              |        |        |
| 12/1923                                                  | 02/1924      | Juan Flórez Posada (16)                           |              |        |        |
| 02/1924                                                  | 11/1928      | Eduard Aunós Pérez (16)                           |              |        |        |
| 11/1928                                                  | 01/1930      | Francisco Moreno Zulueta (17)                     |              |        |        |
| 01/1930                                                  | 01/1930      | Sebastián Castedo Palero (17)                     |              |        |        |
| 02/1930                                                  | 08/1930      | Julio Wais San Martín (17)                        |              |        |        |
| 08/1930                                                  | 02/1931      | Luis Rodríguez de Viguri (17)                     |              |        |        |
| 02/1931                                                  | 04/1931      | Gabino Bugallal (17)                              |              |        |        |
| II República (1931-1939)                                 |              |                                                   |              |        |        |
| 04/1931                                                  | 12/1931      | Lluís Nicolau i d'Olwer (17)                      |              |        |        |
| 12/1931                                                  | 06/1933      | Marcel·lí Domingo i Sanjuan (13)                  |              |        |        |
| 06/1933                                                  | 09/1933      | José Franchy y Roca (10)                          |              |        |        |
| 09/1933                                                  | 10/1933      | Laureano Gómez Paratcha (10)                      |              |        |        |
| 10/1933                                                  | 12/1933      | Félix Gordón Ordás (10)                           |              |        |        |
| 12/1933                                                  | 04/1934      | Ricardo Samper Ibáñez (10)                        |              |        |        |
| 04/1934                                                  | 10/1934      | Vicente Iranzo Enguita (10)                       |              |        |        |
| 10/1934                                                  | 04/1935      | Andrés Orozco Batista (10)                        |              |        |        |
| 04/1935                                                  | 05/1935      | Manuel Marraco Ramón (10)                         |              |        |        |
| 05/1935                                                  | 09/1935      | Rafael Aizpún Santafé (10)                        |              |        |        |
| 09/1935                                                  | 10/1935      | José Martínez de Velasco (12)                     |              |        |        |
| 10/1935                                                  | 12/1935      | Juan Usabiaga Lasquívar (12)                      |              |        |        |
| 12/1935                                                  | 12/1935      | Joaquín de Pablo-Blanco Torres (12)               |              |        |        |
| 12/1935                                                  | 02/1936      | José María Álvarez Mendizábal (11)                |              |        |        |
| 02/1936                                                  | 09/1936      | Plácido Álvarez-Buylla y Lozana (10)              |              |        |        |
| 09/1936                                                  | 11/1936      | Anastasio de Gracia Villarrubia (10)              |              |        |        |
| 11/1936                                                  | 05/1937      | Joan Peiró i Belis (7)                            |              |        |        |
| 11/1936                                                  | 05/1937      | Juan López Sánchez (8)                            |              |        |        |
| Franquisme (1936-1975)                                   |              |                                                   |              |        |        |
| 10/1936                                                  | 01/1938      | Joaquim Bau i Nolla (10)                          |              |        |        |
| 01/1938                                                  | 08/1939      | Juan Antonio Suanzes Fernández (10)               |              |        |        |
| 08/1939                                                  | 10/1940      | Luis Alarcón de la Lastra (10)                    |              |        |        |
| 10/1940                                                  | 07/1945      | Demetrio Carceller Segura (10)                    |              |        |        |
| 07/1945                                                  | 07/1951      | Juan Antonio Suanzes Fernández (10)               |              |        |        |
| 07/1951                                                  | 07/1962      | Joaquín Planells Riera (7)                        |              |        |        |
| 07/1951                                                  | 02/1957      | Manuel Arburúa de la Miyar (8)                    |              |        |        |
| 07/1951                                                  | 07/1962      | Gabriel Arias-Salgado (9)                         |              |        |        |
| 02/1957                                                  | 07/1965      | Alberto Ullastres Calvo (8)                       |              |        |        |
| 07/1962                                                  | 10/1969      | Gregorio López-Bravo de Castro (7)                |              |        |        |
| 07/1962                                                  | 10/1969      | Manuel Fraga Iribarne (9)                         |              |        |        |
| 07/1965                                                  | 10/1969      | Faustino García-Moncó Fernández (8)               |              |        |        |
| 10/1969                                                  | 01/1974      | José María López de Letona (7)                    |              |        |        |
| 10/1969                                                  | 06/1973      | Enric Fontana Codina (8)                          |              |        |        |
| 10/1969                                                  | 06/1973      | Alfredo Sánchez Bella (9)                         |              |        |        |
| 06/1973                                                  | 01/1974      | Agustín Cotorruelo Sendagorta (8)                 |              |        |        |
| 06/1973                                                  | 01/1974      | Fernando de Liñán y Zofio (9)                     |              |        |        |
| 01/1974                                                  | 03/1975      | Alfredo Santos Blanco (7)                         |              |        |        |
| 01/1974                                                  | 03/1975      | Nemesio Fernández-Cuesta Illana (8)               |              |        |        |
| 01/1974                                                  | 03/1975      | Pío Cabanillas Gallas (9)                         |              |        |        |
| 03/1975                                                  | 12/1975      | Alfonso Álvarez Miranda (7)                       |              |        |        |
| 03/1975                                                  | 12/1975      | José Luis Cerón Ayuso (8)                         |              |        |        |
| 03/1975                                                  | 12/1975      | León Herrera Esteban (9)                          |              |        |        |
| Regnat de Joan Carles I (1975-)                          |              |                                                   |              |        |        |
| 12/1975                                                  | 07/1977      | Carlos Pérez de Bricio Olariaga (7)               |              |        |        |
| 12/1975                                                  | 07/1976      | Leopoldo Calvo-Sotelo (8)                         |              |        |        |
| 12/1975                                                  | 07/1976      | Adolfo Martín-Gamero y González-Posada (9)        |              |        |        |
| 07/1976                                                  | 07/1977      | José Lladó Fernández-Urrutia (8)                  |              |        |        |
| 07/1976                                                  | 07/1977      | Andrés Reguera Guajardo (9)                       |              |        |        |
| 08/1977                                                  | 02/1978      | Alberto Oliart Saussol                            | UCD (7)      |        |        |
| 08/1977                                                  | 04/1979      | Juan Antonio García Díez                          | UCD (8)      |        |        |
| 02/1978                                                  | 04/1979      | Agustín Rodríguez Sahagún                         | UCD (3)      |        |        |
| 04/1979                                                  | 05/1980      | Juan Antonio García Díez                          | UCD (8)      |        |        |
| 04/1979                                                  | 05/1980      | Carlos Bustelo García del Real                    | UCD (7)      |        |        |
| 05/1980                                                  | 12/1982      | Ignacio Bayón Mariné                              | UCD (3)      |        |        |
| 12/1981                                                  | 12/1982      | Luis Gámir                                        | UCD (6)      |        |        |
| 12/1982                                                  | 07/1985      | Carlos Solchaga Catalán                           | PSOE (3)     |        |        |
| 07/1985                                                  | 07/1986      | Joan Majó i Cruzate                               | PSOE (3)     |        |        |
| 07/1986                                                  | 07/1988      | Luis Carlos Croissier Batista                     | PSOE (3)     |        |        |
| 07/1988                                                  | 1993         | Claudio Aranzadi Martínez                         | PSOE (3) (5) |        |        |
| 07/1993                                                  | 05/1996      | Juan Manuel Eguiagaray Ucelay                     | PSOE (3)     |        |        |
| 07/1993                                                  | 05/1996      | Javier Gómez-Navarro                              | PSOE (4)     |        |        |
| 05/1996                                                  | 04/2000      | Josep Piqué i Camps                               | PP (3)       |        |        |
| 04/2000                                                  | 07/2002      | Anna Birulés                                      | PP (2)       |        |        |
| 07/2002                                                  | 09/2003      | Josep Piqué i Camps                               | PP (2)       |        |        |
| 09/2003                                                  | 04/2004      | Juan Costa Climent                                | PP (2)       |        |        |
| 04/2004                                                  | 09/2006      | José Montilla Aguilera                            | PSOE (1)     |        |        |
| 09/2006                                                  | 04/2008      | Joan Clos i Matheu                                | PSOE (1)     |        |        |
| 04/2008                                                  | 12/2011      | Miguel Sebastián Gascón                           | PSOE (1)     |        |        |
| 12/2011                                                  | en el càrrec | José Manuel Soria                                 | PP (18)      |        |        |